# BIOMED
El Instituto de Investigación Biomédica (Biomedisch Onderzoeksinstituut; BIOMED) fue fundado el 1 de enero de 1999, con la finalidad de combinar conocimientos multidisciplinares desde el antiguo centro Dr. L. Willems-Instituut de la facultad de Medicina de la Universidad de Hasselt (Bélgica). El instituto tiene su sede en el campus de Diepenbeek, Bélgica.
Los temas de investigación del instituto son los trastornos autoinmunes, como la esclerosis múltiple y la artritis reumatoide, y el comportamiento general de los mecanismos fisiopatológicos de las células por daños y muerte celular, como las citoquinas, las toxinas y la isquemia.